# Korleko
Korleko is een bestuurslaag in het regentschap Oost-Lombok van de provincie West-Nusa Tenggara, Indonesië. Korleko telt 8804 inwoners (volkstelling 2010).